# Handwerkskammer Magdeburg

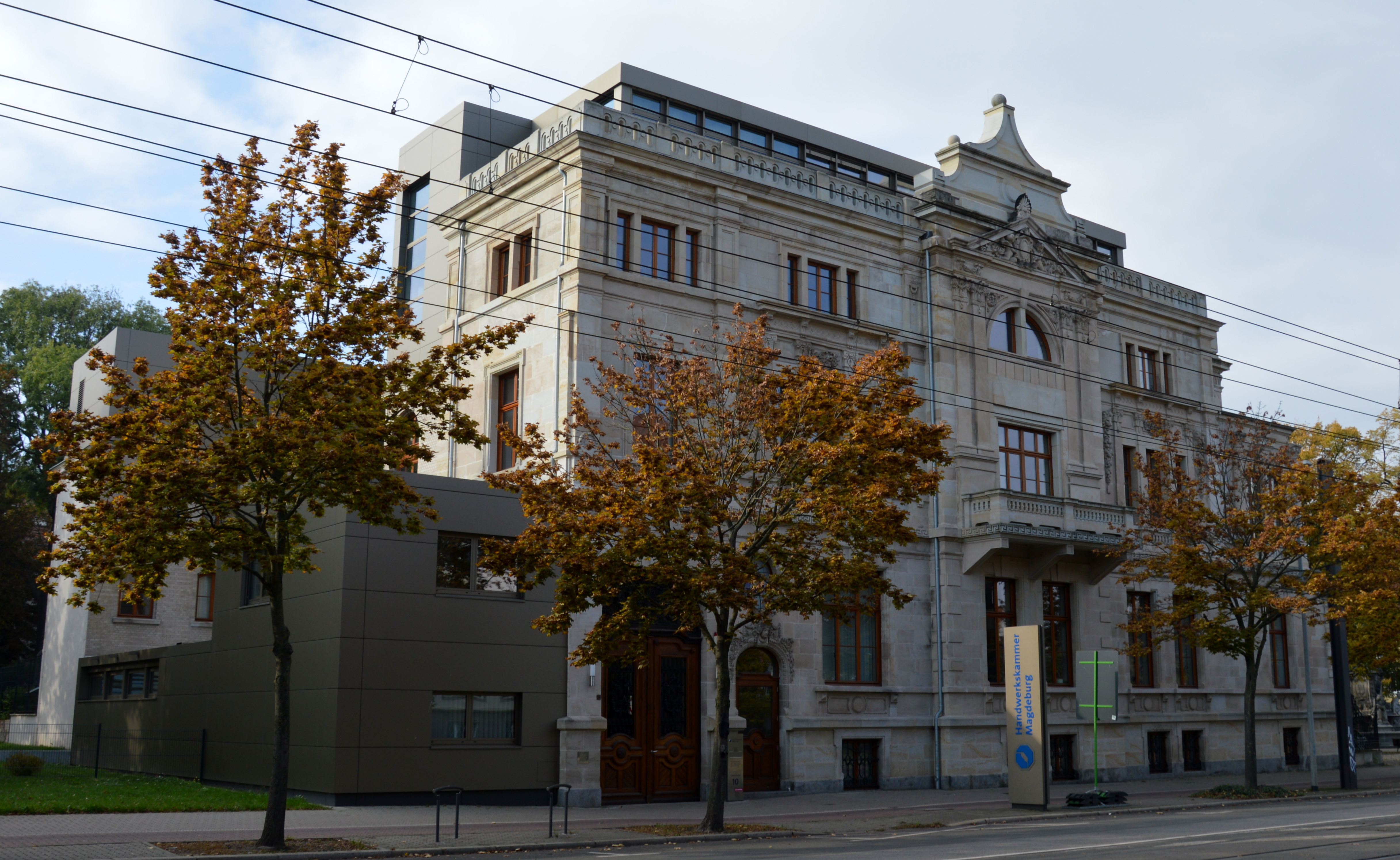
Haus des Handwerks, 2017

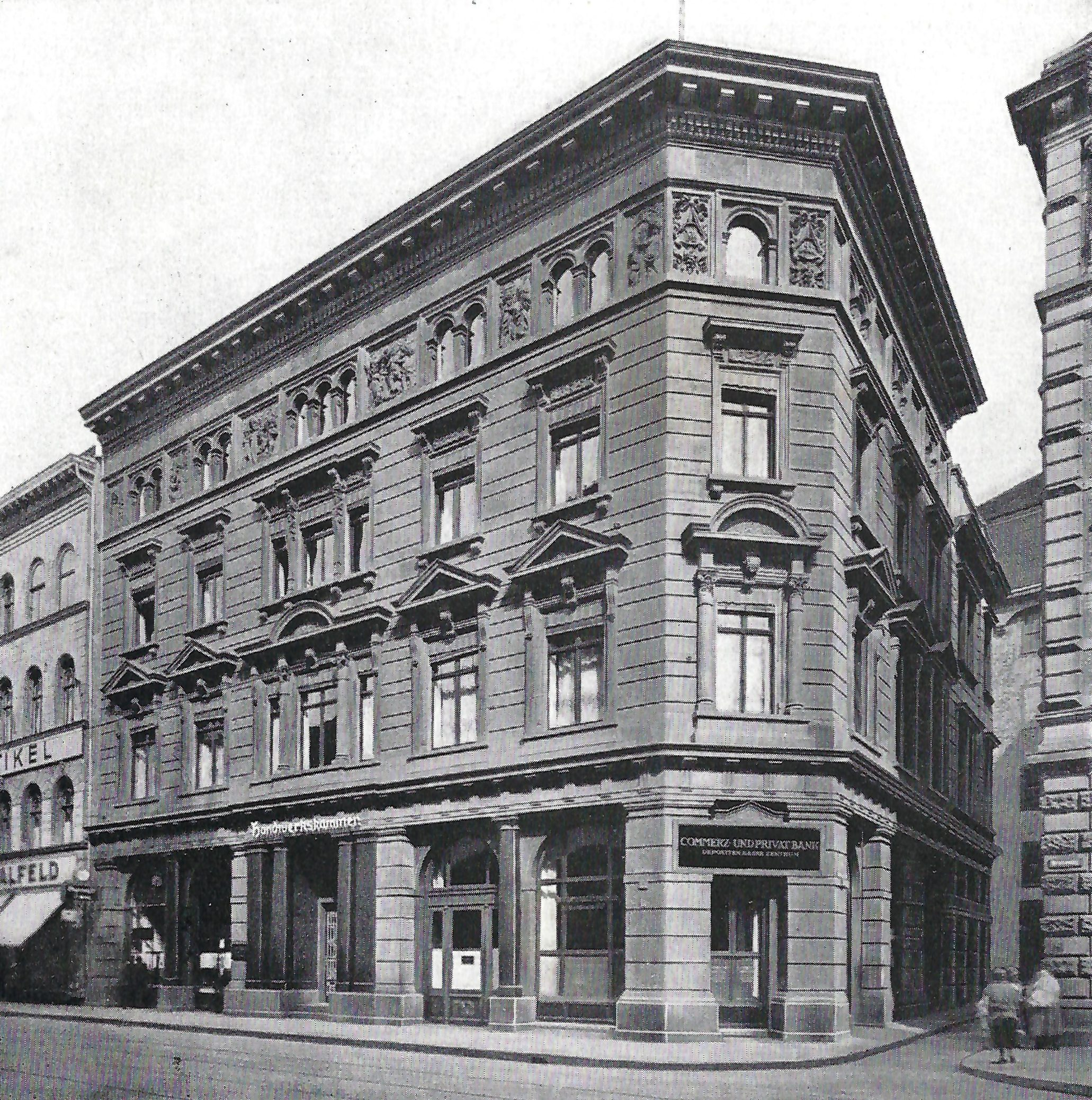
Gebäude der Handwerkskammer im Breiten Weg 5 in den 1920er Jahren

Die Handwerkskammer Magdeburg ist eine von 53 Handwerkskammern in der Bundesrepublik Deutschland und eine von zwei Handwerkskammern in Sachsen-Anhalt. Der Sitz der Handwerkskammer ist die Landeshauptstadt Magdeburg.
Sie ist als Interessenvertretung und Dienstleister für das ansässige Handwerk, handwerksähnliche Betriebe und deren Mitarbeiter und Lehrlinge zuständig. Sie vertritt damit 14.261 Betriebe (Stand: 31. Dezember 2012) mit etwa 69.500 Beschäftigten in den handwerklichen und handwerksähnlichen Gewerken.
Sitz der Handwerkskammer Magdeburg ist das Haus des Handwerks in der Gareisstraße 10 in Magdeburgs Alter Neustadt.
Die Handwerkskammer berät ihre Mitgliedsbetriebe zu Themen um Existenzgründung, Betriebsberatung, Betriebsnachfolge, Finanzierung, Marketing und Unternehmenspräsentation sowie zu Umweltschutz und zu Rechtsfragen.
Die Handwerkskammer verfügt über ein Berufsbildungszentrum (BBZ) am Standort Magdeburg-Lemsdorf für die überbetriebliche Ausbildung, Meisterausbildung (Meisterschule) als auch Fort- und Weiterbildungskurse. Der Sitz des BBZ ist die Harzburger Straße 13 in 39118 Magdeburg.